# Makadam (muzička grupa)
Makadam je crnogorska pop-rok grupa, aktivna od 1979. do danas.

## Istorijat
Grupa Makadam osnovana je 1978. godine. Prvu postavu činili su osnivači Mirsad Serhatlić i Miodrag Radonjić, te Josip Kestner, Zlatko Zakrajšek i Savino Batanov. Za osnivanje zasluge pripadaju profesionalnim muzičarima i bivšim članovima VIS „Revis” i VIS „Entuzijasti”.
Prvu ploču izdali su 1979. godine; ima naslov imena grupe i 10 pjesama (jedna je posvećena Titu i jedna Titogradu). U Crnoj Gori nije bilo uslova za snimanje i stoga su otišli u studio Nenada Vilovića u Split (SR Hrvatska). Pjesme su kreirali u kući Serhatlića u Staroj Varoši. Pored ostalih kompozicija, album je sadržao i pjesme posvećene Crnoj Gori i zemljotresu koji se desio 1979. godine; nakon snažnog zemljotresa, članovi grupe Makadam održavali su koncerte za brigadire na radnim akcijama u Titogradu (Podgorica), Baru, Petrovcu, Kotoru i Nikšiću. U ovom periodu bili su kao gosti na festivalima i koncertima u više gradova: Opatija, Ljubljana, Sarajevo, Beograd, Novi Sad, Skoplje, Podgorica, Bar, Cetinje, Budva, Herceg Novi, Berane, Mojkovac, Bijelo Polje, Nikšić.
Bili su na turneji sa grupom Septembar (Janez Bončina) iz Ljubljane i grupom Srebrna krila iz Zagreba. Imali su i koncert na stadionu JNA u Beogradu; ovdje su nastupili kao gosti Bijelog dugmeta. Makadam je imao koncert u Sportskom centru „Morača” pred više od šest hiljada gladalaca.
Poslije toga, nastupili su na jugoslovenskom takmičenju za predstavnika na Evroviziji, zauzevši treće mjesto kompozicijom Balerina. Nekoliko godina nastupali su i kao predstavnici Radija i televizije Crne Gore na Danima jugoslovenske zabavne muzike (DJZM) u Opatiji, te nastavili sa koncertima širom tadašnje Jugoslavije.
Klavijaturista Savino Batanov je napustio Makadam 1984. godine, nakon čega je Eleonora Barudžija postala vokal grupe (samo tokom 1984. godine). Tada je izašao duet Talas ljubavi sa Mirsadom Serhatlićem, pjesma kojom je bend na Jugoviziji završio kao peti. Kasnije su sarađivali sa britanskom pjevačicom Hejzel En Pirs na hitu Usne od nara, koji „nije prvobitno prepoznat na Jugoviziji 1987. godine”; autor teksta za ovu pjesmu je crnogorski pjesnik Dragan Radulović.
Slijede promjene sastava grupe; u novoj postavi su: bubnjar Josip Kestner, vokalna solistkinja Gordana „Goca” Ivandić (koja se Makadamu priključila nakon raspuštanja grupe Mirzino jato) i Mirsad Serhatlić.
Jednakom energijom, radom i upornošću, uspio sam da održim grupu, ali sam se više posvetio komponovanju i napisao pjesme koje su udarile pečat grupi „Makadam”. Prvi sastav grupe bio je progresiva i avangarda, dok je grupa u tročlanom sastavu pratila trendove koji su se uklapali u Gordanin vokal, svakako bez gubljenja autorskog pečata i imidža grupe.— Mirsad Serhatlić
Hit-pjesme iz ovog perioda koje su zavrijedile više pažnje su: Da mi je znati, Svani zoro, Medene noći, Zrno prašine, Otvori prozore.
Prvi veliki uspjeh u novom sastavu bila im je pobjeda na festivalu „Pjesma Mediterana” (1. mjesto, Da mi je znati). Potom su izdali CD i organizovali veliku turneju po Crnoj Gori (uz veliku posjećenost: kako u Podgorici, tako i u Nikšiću, Bijelom Polju, Beranama, Mojkovcu, Baru i Cetinju). Opet nastupaju na „Pjesmi Mediterana” i osvojili su drugo i treće mjesto.
Početak novog milenijuma obilježio je uspjeh pjesme Evo ima godina na hercegnovskom festivalu „Sunčane skale”, u duetu sa Mladenom Vojičićem Tifom. Nakon toga, nastupili su u Sarajevu, u „Skenderiji”, kao Tifini gosti, a zatim i u „Zetri” na koncertu humanitarnog karaktera kada su nastupale i druge poznate eks-ju grupe.
Godine 2001. su primili priznanje sa „Sunčanih skala” — Prinčeva nagrada za pjesmu godine, Evo ima godina; pjesma dobija i priznanje „Oskar” za hit godine u Beogradu.
Pjesmu posvećenu Crnoj Gori Moj cvijet iz kamena objavili su 2006. godine, u godini referenduma o obnavljanju crnogorske nezavisnosti.
Nedugo zatim, vokalna solistkinja Gordana Ivandić — vratila se za Sarajevo iz ličnih i porodičnih razloga, gdje se zaposlila kao muzička urednica programa BHRT-a; grupa prestaje sa radom.
Grupa je obnovila rad 2023. godine, a od originalne postave u njoj su Mirsad Serhatlić i Josip Jozo Kestner. Nakon singla "Spava moj grad" objavili su istoimeni album za barsku izdavačku kuću "Mediteran Multimedia" sa koga je izdvojen singl "Stara maslina". Koncertima u Podgorici i Baru sa nizom gostiju proslavili su 45 godina postojanja.

## Diskografija
- Makadam ‎(1979)
- Balerina (1982)
- Da mi je znati (1995)
- Spava moj grad (2023)

## Festivali
Opatija:
- Opusti se malo (vokal Mirsad Serhatlić) / Ko prijatelj njene kuće (Veče rock muzike), '80
- Poljubi me u obraz (vokal Mirsad Serhatlić), '82
- Jutro (vokal Mirsad Serhatlić), '86

Jugoslovenski izbor za Evrosong:
- Balerina (vokal Mirsad Serhatlić), sedmo mesto, Ljubljana '82
- Talas ljubavi (vokal Eleonora Barudžija), šesto mesto, Skoplje '84
- Usne od nara, osamnaesto mesto, Beograd '87
- Sanjam ljeto (vokal Gordana Ivandić), šesto mesto, '92

Vaš šlager sezone, Sarajevo:
- Vjerujem u tebe (vokal Mirsad Serhatlić), '83

MESAM:
- Svani zoro (vokal Gordana Ivandić), '92
- Zrno prašine (vokal Gordana Ivandić), '95
- Otrov i med (vokal Gordana Ivandić), '96

Pjesma Mediterana, Budva:
- Ljubav ne umire nikad (vokal Gordana Ivandić), treće mesto, '93
- Da mi je znati (vokal Gordana Ivandić), pobednička pesma, '94
- Nikad ne sanjaj (vokal Gordana Ivandić), '95
- Ne laži me (vokal Gordana Ivandić), '96
- Pomoli se za mene (vokal Gordana Ivandić), '97
- Lagala bih slatko (vokal Gordana Ivandić), 2000
- Crnogorka (duet sa Seidom Memićem Vajtom), 2005

Sunčane skale, Herceg Novi:
- Medene noći (vokal Gordana Ivandić, Pjesma ljeta), '98
- Evo ima godina (vokal Gordana Ivandić i duet sa Mladenom Vojičićem Tifom), pobednička pesma, 2000

Montevizija:
- Talija (vokal Sanja Živković), dvanaesto mesto, 2005

Biser Jadrana:
- Palo je sidro u more, 2024
- Tajno, tajnije, Bronzani biser, treća nagrada žirija, 2025

## Spoljašnje veze
- Makadam na sajtu  (језик: енглески)
- Baletanke na kaldrmi